# إليزابيث بوين
إليزابيث بوين (بالإنجليزية: Elizabeth Bowen) (و. 1899 – 1973 م) هي كاتِبة، وروائية، وكاتبة قصص قصيرة، من جمهورية أيرلندا، ولدت في دبلن، توفيت في لندن، عن عمر يناهز 74 عاماً، بسبب سرطان الرئة.

## التعليم
تعلمت في جامعة أكسفورد، وDowne House School ‏.

## جوائز وترشيحات
حصلت على جوائز منها:
- الجائزة التذكارية لجيمس تايت بلاك [الإنجليزية]‏ (1969)[13]
- قائد وسام الامبراطورية البريطانية
- جائزة روما الأمريكية.

ترشحت لـ:
- جائزة نوبل في الأدب (1958).[14]

## روايات
- الفندق - 1927
- سبتمبر الماضي - 1929
- أصدقاء وعلاقات - 1931
- إلى الشمال - 1932
- المنزل في باريس - 1935
- موت القلب - 1938
- حرارة النهار - 1949
- عالم من الحب - 1955
- الفتيات الصغيرات - 1964
- إيفا تراوت - 1968

## وصلات خارجية
- إليزابيث بوين على موقع IMDb (الإنجليزية)
- إليزابيث بوين على موقع الموسوعة البريطانية (الإنجليزية)
- إليزابيث بوين على موقع مونزينجر (الألمانية)
- إليزابيث بوين على موقع قاعدة بيانات برودواي على الإنترنت (الإنجليزية)
- إليزابيث بوين على موقع إن إن دي بي (الإنجليزية)